# Uapaca le-testuana
Uapaca le-testuana là một loài thực vật có hoa trong họ Diệp hạ châu. Loài này được A.Chev. miêu tả khoa học đầu tiên năm 1917.